# A Lot About Livin' (And a Little 'bout Love)
A Lot About Livin' (And a Little 'bout Love) é o terceiro álbum de estúdio do cantor de música country Alan Jackson. Foi lançado em 9 de outubro de 1992, e produziu os singles "Chattahoochee", "She's Got the Rhythm (And I Got the Blues)", "Tonight I Climbed the Wall", "(Who Says) You Can't Have It All" e  "Mercury Blues". "Chattahoochee" e "She's Got the Rhythm" foram ambos hits número um na parada Hot Country Songs, enquanto as outras três canções, todas atingiram o Top Cinco.

## Lista de faixas
1. "Chattahoochee" (Alan Jackson, Jim McBride) – 2:27
2. "She's Got the Rhythm (And I Got the Blues)" (Jackson, Randy Travis) – 2:24
3. "Tonight I Climbed the Wall" (Jackson) – 3:30
4. "I Don't Need the Booze (To Get a Buzz On)" (Toni Dae, Joy Swinea) – 3:15
5. "(Who Says) You Can't Have It All" (Jackson, McBride) – 3:28
6. "Up to My Ears in Tears" (Jackson, Don Sampson) – 2:53
7. "Tropical Depression" (Charlie Craig, Jackson, McBride) – 2:57
8. "She Likes It Too" (Zack Turner, Tim Nichols) – 2:50
9. "If It Ain't One Thing (It's You)" (Jackson, McBride) – 3:52
10. "Mercury Blues" (K. C. Douglas, Robert Geddins) – 3:39

## Desempenho
| Parada (1992)                     | Posição |
| --------------------------------- | ------- |
| U.S. Billboard 200                | 13      |
| U.S. Billboard Top Country Albums | 1       |
| Canadian RPM Top Albums           | 22      |
| Canadian RPM Country Albums       | 5       |

| Região         | Provedor | Certificação | Vendas / Remessas |
| -------------- | -------- | ------------ | ----------------- |
| Estados Unidos | RIAA     | 6 x Platina  | 6,000,000+        |

### Singles
| Ano  | Single                                       | Pico de posições nas paradas | Pico de posições nas paradas | Pico de posições nas paradas |
| Ano  | Single                                       | US Country                   | US                           | CAN Country                  |
| ---- | -------------------------------------------- | ---------------------------- | ---------------------------- | ---------------------------- |
| 1992 | "She's Got the Rhythm (And I Got the Blues)" | 1                            | —                            | 1                            |
| 1993 | "Tonight I Climbed the Wall"                 | 4                            | —                            | 4                            |
| 1993 | "Chattahoochee"                              | 1                            | 46                           | 1                            |
| 1993 | "Mercury Blues"                              | 2                            | —                            | 2                            |
| 1994 | "(Who Says) You Can't Have It All"           | 4                            | —                            | 11                           |